# Telma (Vorname)
Telma ist ein weiblicher Vorname, der vor allem in Brasilien verbreitet ist.

## Herkunft
Telma ist eine Schreibvariante des Vornamens Thelma oder eine weibliche Variante von Telmo.
Telmo entstand durch die unsaubere Trennung der spanischen Wendung Sant'Elmo (Santo Elmo). Es besteht die Möglichkeit, Elmo als eigenständigen Namen mit der Bedeutung „Helm“, „Schutz“ zu deuten, da der Heilige Elmo auch als Erasmus bekannt ist, liegt jedoch auch die Herleitung von diesem Namen mit der Bedeutung „liebevoll“ oder „liebenswürdig“ nahe.

## Bekannte Namensträgerinnen
- Telma Hopkins, US-amerikanische Schauspielerin
- Telma Reston, brasilianische Schauspielerin
- Telma Þrastardóttir (* 1995), isländische Fußballnationalspielerin
- Telma Monteiro, portugiesische Judoka